# Mukundapur
Mukundapur (nepalski: मुकुन्दपुर) – gaun wikas samiti w zachodniej części Nepalu w strefie Lumbini w dystrykcie Nawalparasi. Według nepalskiego spisu powszechnego z 2001 roku liczył on 2016 gospodarstw domowych i 10092 mieszkańców (5153 kobiet i 4939 mężczyzn).